# Trk
Tŕk je pojav, pri katerem se dve ali več teles, ki se relativno gibljejo eno proti drugemu, dotakne in pri tem spremeni velikost ali smer hitrosti. S trkom je povezan sunek sile, ki je enak spremembi gibalne količine posameznega telesa.
Pri trkih se ohranja skupna gibalna količina vseh udeleženih teles. Skrajna primera trkov sta prožni trk, pri katerem telesi po trku odletita vsaksebi, ohranja pa se tudi skupna kinetična energija teles, ter popolnoma neprožni trk, pri katerem ostaneta telesi po trku spojeni, skupna kinetična energija teles pa se ne ohrani. Mero za prožnost trka podaja restitucijski koeficient trka, ki je pri popolnoma prožnem trku enak 1, pri popolnoma neprožnem trku pa je enak 0.

### Premi centrični trk
Da lahko trk obravnavamo kot premi centrični trk morajo veljati naslednje predpostavke:
- Vektorja hitrosti obeh teles ležita na isti premici
- Trk traja zelo kratek čas
- Zanemarimo trenje

HItrosti po trku lahko izračunamo:
{\displaystyle v_{1}'=v_{1}-(v_{1}-v_{2})\cdot (1+\epsilon )\cdot {\frac {m_{2}}{m_{1}+m_{2}}}}
{\displaystyle v_{2}'=v_{2}+(v_{1}-v_{2})\cdot (1+\epsilon )\cdot {\frac {m_{1}}{m_{1}+m_{2}}}}
Kjer sta {\displaystyle v_{1}} in {\displaystyle v_{2}} hitrost teles pred trkom, {\displaystyle v_{1}'} in {\displaystyle v_{2}'} hitrost teles po trku in {\displaystyle \epsilon } koeficient trka.

### Koeficient trka
Koefcient trka je odvisen od materialov, iz katerega so narejena telesa in nam pove, kako se bosta telesi obnašali po trku.
Vsak trk poteka v dveh fazah:
1. Faza kompresije: telesi trčita in se rahlo deformirata, se  stisneta
2. Faza ekspanzije: telesi se ločita, deformacija se povrne v začetno stanje

Tekom celotnega trka telesi med seboj delujeta s silo, ki se spreminja s časom. Če to silo integriramo po času lahko za vsako fazo določimo impulz sile: to sta impulz kompresije {\displaystyle I_{k}} in impulz ekspanzije {\displaystyle I_{e}}.
Koeficient trka je enak:
{\displaystyle \epsilon ={\frac {I_{e}}{I_{k}}}={\frac {v_{2}'-v_{1}'}{v_{2}-v_{1}}}}

## Sipanje
V atomski in jedrski fiziki ter fiziki osnovnih delcev se za trke delcev uporablja izraz sipanje. Tako govorimo o neprožnem sipanju, kadar se pri sipanju spremeni energijski nivo delca; pri neprožnem sipanju fotonov se tako spremeni njihova valovna dolžina.